# بندانگشتی (فیلم ۱۹۹۴)
بندانگشتی (انگلیسی: Thumbelina) یک فیلم پویانمایی در سبک فانتزی به کارگردانی دان بلات و گری گولدمن است که در سال ۱۹۹۴ منتشر شد. از بازیگران آن می‌توان به جودی بنسون اشاره کرد.